# Bojna PZO GOMBR
Bojna protuzračne obrane Gardijske oklopno-mehanizirane brigade nastala je u sklopu preustroja Gardijske oklopno mehanizirane brigade kada je ustrojena PZO bitnica legendarnih Kuna i Sokolova, te većeg dijela 201. brigade Protuzračne obrane. Smješteni su u vojarni "5.gardijske brigade Slavonski sokolovi" u Vinkovcima gdje je i zapovjedništvo GOMBR-a, no prema Dugoročnom planu razvoja njihova krajnja lokacija trebao bi biti vojni poligon Gašinci. Zapovjednik Bojne PZO je bojnik Zlatko Pocintela.
Bojna PZO sastoji se od dvije samohodne topničke bitnice, samohodne raketne bitnice, te raketne i zapovjedne bitnice i logističkog voda, a osnovna joj je zadaća borbena potpora GOMBR-a. No, uz tu njihovu temeljnu operativnu namjenu, Bojna obavlja brojne druge zadaće i redovito sudjeluje u svim aktivnostima GOMBR-a. Glavna zadaća Bojne PZO u mirnodopskom razdoblju jest obuka koju provode na više lokacija. Osim na vojnom poligonu Gašinci obučavaju se i u zrakoplovnoj bazi Zemunik a i u vojarni u Vinkovcima imaju trenažni kabinet.